# Jason Hartless
Jason Hartless (Fraser, Michigan, 5 de noviembre de 1994) es un baterista estadounidense, reconocido principalmente por ser el actual baterista del músico originario de Detroit, Ted Nugent. Hartless además ha registrado colaboraciones con otros reconocidos músicos como Mitch Ryder y Joe Lynn Turner. Desde los doce años ha salido de gira con bandas y artistas como Mötley Crüe, Godsmack, Ted Nugent, Theory of a Deadman, Drowning Pool, Rev Theory, Mountain, Warrior Soul y Cavo.
Sus principales influencias incluyen a Corky Laing, Jeff Porcaro, Buddy Rich, Todd Sucherman, Keith Moon, Zak Starkey, Bernie Dresel, Anton Fig, Eric Singer, Stewart Copeland, Mick Tucker, Steve Smith y Vinnie Colaiuta.